# Ung thư thực quản
Ung thư thực quản là ung thư phát sinh từ thực quản — đoạn ống tiêu hóa giữa cổ họng và dạ dày. Thường xuất hiện các triệu chứng khó nuốt và giảm cân. Ngoài ra có các triệu chứng khác như đau khi nuốt, giọng nói khàn khàn, các hạch bạch huyết mở rộng ("tuyến") quanh xương đòn, ho khan, và có thể nôn hoặc ho ra máu.
Gồm hai loại chính là ung thư biểu mô tế bào vảy thực quản (ESCC), thường gặp ở các nước đang phát triển, trong khi ung thư tuyến thực quản (EAC) lại thường gặp ở các nước phát triển. Cũng bắt gặp một số loại ít phổ biến hơn. Ung thư biểu mô tế bào vảy phát sinh từ các tế bào biểu mô đường thực quản. Ung thư biểu mô tuyến phát sinh từ các tế bào tuyến hiện diện ở phần thấp hơn của thực quản, nơi thường chúng đã biến đổi thành dạng tế bào đường ruột (một tình trạng được gọi là Barrett thực quản). Nguyên nhân của loại tế bào vảy gồm thuốc lá, rượu, đồ uống rất nóng, chế độ ăn uống không đầy đủ, và nhai trầu. Nguyên nhân phổ biến nhất của loại ung thư tuyến là hút thuốc lá, béo phì và trào ngược axit (hội chứng trào ngược dạ dày - thực quản).
Bệnh được chẩn đoán bằng sinh thiết qua nội soi (một máy ảnh sợi quang học). Biện pháp dự phòng bao gồm ngừng hút thuốc lá và có chế độ ăn uống lành mạnh. Điều trị được thực hiện dựa trên giai đoạn và vị trí ung thư, cùng với thể trạng chung của từng người và yêu cầu cá nhân. Ung thư tế bào vảy nhỏ cục bộ có thể điều trị bằng phẫu thuật với hy vọng cứu chữa. Hầu hết các trường hợp khác, hóa trị liệu có hoặc không có xạ trị đi kèm phẫu thuật. Các khối u lớn hơn có thể phát triển chậm lại với hóa trị và xạ trị. Khi bệnh tình trở nên phức tạp hơn hoặc bệnh nhân không đủ sức khỏe để trải qua đợt phẫu thuật, chăm sóc giảm nhẹ thường được đề nghị.
Tính đến năm 2012, ung thư thực quản là ung thư phổ biến đứng hàng thứ tám trên toàn cầu với 456.000 trường hợp mới trong năm. 400.000 người chết vì ung thư thực quả trong năm đó, tăng từ 345.000 người năm 1990. Tỷ lệ rất khác nhau giữa các quốc gia, tại Trung Quốc với khoảng một nửa số trường hợp mắc. Nam giới phổ biển gấp ba lần nữ giới. Kết quả tiên lượng phụ thuộc vào mức độ của bệnh và tình trạng sức khỏe khác, nhưng thường có xu hướng tương đối xấu, vì chẩn đoán thường muộn. Tỷ lệ sống 5 năm từ khoảng 13% đến 18%.